# Georg Scholz (Politiker, 1958)
Georg Scholz (* 15. Januar 1958 in Hamm; † 14. Oktober 2022) war Sanitätsoffizier im Dienstgrad des Oberfeldarztes und ein deutscher Kommunal- und Landespolitiker der SPD.

## Ausbildung und Beruf
Nach dem Abitur 1977 studierte Georg Scholz von 1977 bis 1983 Medizin und Philosophie an der Ruhr-Universität Bochum. Sein medizinisches Staatsexamen legte er 1983 ab. Im November 1983 erfolgte die Approbation zum Arzt, 1990 die Promotion zum Dr. med. an der Ruhruniversität. Im April 1994 wurde Scholz Facharzt für Innere Medizin, 1999 Psychotherapeut und 2008 Gastroenterologe. Seit 2008 war er im Dienstgrad eines Oberfeldarztes als Oberarzt und Leiter der Endoskopie der Inneren Abteilung des Bundeswehrkrankenhauses Berlin tätig.

## Politik
Georg Scholz war seit Januar 1977 Mitglied der SPD und seit März 1999 stellvertretender Parteivorsitzender in Hamm. Von 1981 bis 1987 war er Juso-Vorsitzender Hamm. Von 1984 bis 2020 war Scholz Mitglied des Rates der Stadt Hamm; dort von 1991 bis 2001 Vorsitzender der SPD-Fraktion. Vorsitzender des Sozial- und Gesundheitsausschusses war er von 1987 bis 1994 sowie seit 1994 Vorsitzender des Ausschusses für Stadtentwicklung und Verkehr. 
Georg Scholz war vom 2. Juni 2000 bis 2. Juni 2005 direkt gewähltes Mitglied des 13. Landtags von Nordrhein-Westfalen. Mitglied des Vorstandes der SPD-Landtagsfraktion als Sprecher für Landwirtschaft, Natur- und Verbraucherschutz, Mitglied des Ausschusses für Stadtentwicklung und Wohnen und der Enquetekommission „Zukunft der Städte in Nordrhein-Westfalen“.

## Gesellschaftliche Ämter
Seit Juni 2006 war Georg Scholz Landesvorsitzender des Arbeiter-Samariter-Bund (ASB) Nordrhein-Westfalen und wurde im Oktober 2010 zum Bundesarzt des Arbeiter-Samariter-Bund Deutschland gewählt.
Außerdem wirkte er ab 2009 im Landesvorstand Der Paritätische NRW mit.